# Kreis Maramureș

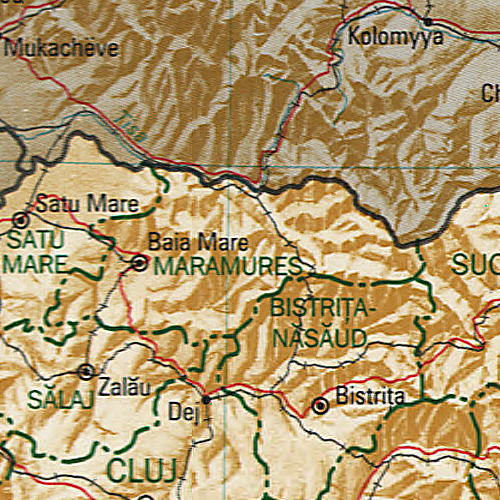
Karte des Kreises Maramureș

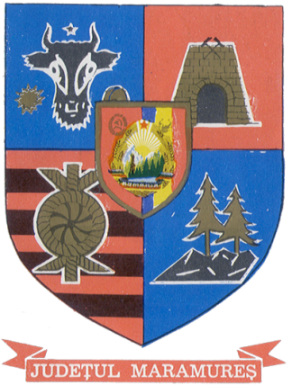
Wappen des Kreises Maramureș, zur Zeit des Realsozialismus

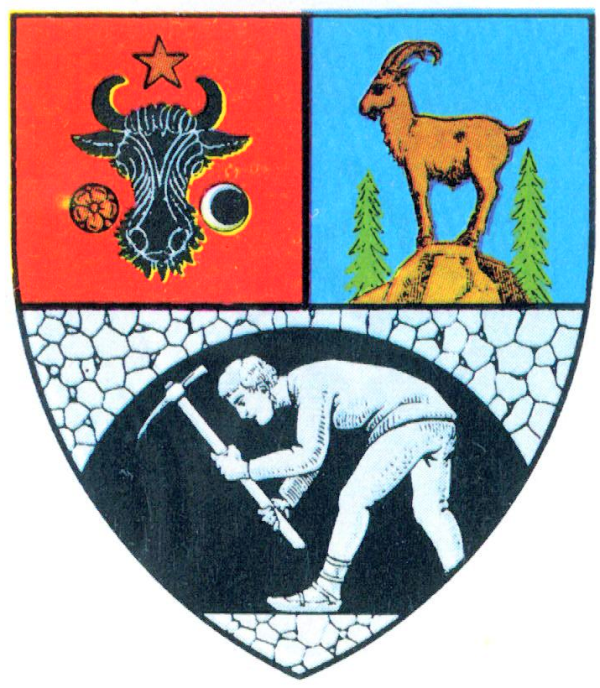
Wappen des Kreises Maramureș, in der Zwischenkriegszeit

Maramureș [maramureʃ] (Ausspracheⓘ, deutsch Maramuresch, Marmarosch, ungarisch Máramaros) ist ein rumänischer Kreis (Județ) im Norden Rumäniens mit der Kreishauptstadt Baia Mare. Seine gängige Abkürzung und das Kfz-Kennzeichen sind MM.
Der Kreis Maramureș grenzt im Norden sowie im Nordosten an die Ukraine, im Osten an den Kreis Suceava, im Südosten an den Kreis Bistrița-Năsăud, im Süden an die Kreise Cluj und Sălaj und im Westen an den Kreis Satu Mare.

## Bevölkerung
Die Einwohnerzahl einiger Ethnien im Kreis Maramureș entwickelte sich ab 1930 wie folgt:
| Jahr | Einwohner | Rumänen | Magyaren | Deutsche | Roma   | Ukrainer | Lipowaner | Juden  |
| ---- | --------- | ------- | -------- | -------- | ------ | -------- | --------- | ------ |
| 1930 | 317.304   | 220.095 | 30.106   | 3.655    | 2.233  | 19.249   | 132       | 41.289 |
| 1956 | 367.114   | 285.341 | 47.393   | 2.680    | 1.623  | 25.435   | 150       | 4.263  |
| 1966 | 427.645   | 339.984 | 53.583   | 2.993    | 899    | 29.060   | 161       | 763    |
| 1977 | 492.860   | 394.350 | 58.568   | 3.495    | 2.942  | 32.723   | 85        | 465    |
| 1992 | 540.099   | 437.997 | 54.902   | 3.416    | 6.701  | 36.685   | 39        | 150    |
| 2002 | 510.110   | 418.405 | 46.300   | 2.012    | 8.913  | 34.027   | 35        | 94     |
| 2011 | 478.659   | 374.488 | 32.618   | 1.054    | 12.211 | 30.786   | 18        | 46     |
| 2021 | 452.475   | 342.052 | 23.153   | 548      | 11.881 | 25.690   | 17        | 52     |

## Geographie
Der Kreis hat eine Gesamtfläche von 6304 km². Er entspricht nur teilweise der historischen Region Maramuresch. Zum einen liegt der Nordteil dieser Region heute in der Ukraine. Andererseits gehören im Süden einige Gemeinden um die Stadt Târgu Lăpuș (Landschaft Țara Lăpușului) und damit Gebiete aus der historischen Region Siebenbürgen heute zum Kreis Maramureș. Auch der gesamte Südwesten des Kreises – jenseits des Gutâi-Gebirges – mit der Kreishauptstadt Baia Mare zählte in der Vergangenheit nicht zur Maramuresch, sondern zur Region Sathmar. Der Hutapass verbindet die beiden Kreise Maramureș und Satu Mare (ungarisch Szatmár). Im Kreis liegt der 1334 km² große Naturpark des Maramuresch-Gebirges.

### Flüsse
- Bistrița (Sereth) (Bistritz)
- Iza
- Izvorul Cailor
- Mara
- Someș (Somesch)
- Tisa (Theiß)

### Berge und Pässe
- Pietros
- Pasul Huta (Hutapass)

## Städte und Gemeinden
Der Kreis Maramureș besteht aus offiziell 246 Ortschaften. Davon haben 13 den Status einer Stadt, 63 den einer Gemeinde. Die übrigen sind administrativ den Städten und Gemeinden zugeordnet.

### Größte Orte
| Stadt/Gemeinde                                                                          | Einwohnerzahl |
| --------------------------------------------------------------------------------------- | ------------- |
| Baia Mare (deutsch Neustadt oder Frauenbach, ungarisch Nagybánya)                       | 108.759       |
| Sighetu Marmației (deutsch Marmaroschsiget, ungarisch Máramarossziget)                  | 032.739       |
| Borșa (deutsch Borscha, ungarisch Borsa)                                                | 027.711       |
| Vișeu de Sus (deutsch Oberwischau, ungarisch Felsővisó)                                 | 015.349       |
| Baia Sprie (deutsch Mittelstadt, ungarisch Felsőbánya)                                  | 014.329       |
| Târgu Lăpuș (deutsch Laposch, ungarisch Magyarlápos)                                    | 011.163       |
| Moisei (deutsch Mosesdorf, ungarisch Majszin)                                           | 009.317       |
| Poienile de sub Munte (deutsch Reußenau, ungarisch Ruszpolyána, ukrainisch Русь Поляни) | 009.291       |
| Tăuții-Măgherăuș (ungarisch Miszmogyorós)                                               | 008.463       |
| Seini (deutsch Leuchtenburg, ungarisch Szinérváralja)                                   | 008.198       |
| Șomcuta Mare (deutsch Großhorn, ungarisch Nagysomkút)                                   | 007.703       |
| Ulmeni (deutsch Ulmendorf, ungarisch Sülelmed)                                          | 007.110       |
| Recea (ungarisch Lévárdfalva)                                                           | 006.642       |
| Satulung (ungarisch Kővárhosszúfalu)                                                    | 006.376       |
|                                                                                         |               |
| Săliștea de Sus (ungarisch Felsőszelistye)                                              | 004.856       |
| (Stand: 1. Dezember 2021)                                                               |               |

## Sehenswertes
- Die Wassertalbahn von Vișeu de Sus, eine mit Dampfloks betriebene Schmalspurbahn.
- 1999 ernannte die UNESCO die Holzkirchen in der Maramureș zum Weltkulturerbe.